# Wendy Leigh
Wendy Leigh (geboren 13. September 1950 in London; gestorben 29. Mai 2016 ebenda) war eine britische Gesellschaftsjournalistin und Buchautorin.

## Leben
Wendy Leighs Mutter Marion Charles (Czarlinski) (1927–2015) gelangte 1939 mit einem Kindertransport nach Großbritannien, nur sie und deren Mutter überlebten in ihrer Familie die deutsche Judenverfolgung. Marion Charles schrieb ein Tagebuch, das Wendy im Alter von neun Jahren zu lesen bekam. Es wurde im Jahr 2012 in Deutschland unter dem Titel Ich war ein Glückskind veröffentlicht. Wendy Leigh betonte in ihrem beigesteuerten Vorwort, dass nicht die Mutter, sondern sie selbst zeitlebens unter Verfolgungsängsten litt:

„Als ich meine Mutter vor einigen Jahren versehentlich als ‚Überlebende des Holocausts‘ bezeichnete, widersprach sie vehement. ‚Nein, Wendy, das trifft auf mich nicht zu‘, sagte sie. ‚Ich war kein Opfer des Holocausts. Ich konnte entkommen. Ich hatte Glück. Ich habe überlebt.‘ Meine Mutter hat diese düsteren Jahre tatsächlich überlebt. Doch der Preis war hoch und die Wunden waren tief. Man sah und sieht meiner Mutter diese Wunden nicht an. Eine Zeit lang litt ich wegen der Vergangenheit meiner Mutter unter Albträumen, sie nicht!“

Leigh schrieb unter anderem für die Boulevardzeitungen Daily Mail und The Daily Telegraph. Sie veröffentlichte drei Bücher über Sexthemen in der Partnerschaft, eine Trilogie von Sex-Romanen (Unraveled), mehrere Biografien von Stars wie David Bowie, Arnold Schwarzenegger und Patrick Swayze und sie war Ghostwriter für Bücher von Zsa Zsa Gabor, Shirley Jones und Christopher Ciccone, einem Bruder der Popsängerin Madonna.
Leigh war 19 Jahre mit dem Journalisten Stephen Karten verheiratet. Sie starb, fünf Monate nach dem von ihr nicht bewältigten Tod ihrer Mutter, im Alter von 65 Jahren durch einen Sturz vom Balkon ihrer Londoner Wohnung.

## Schriften (Auswahl)
- What makes a woman GIB, good in bed?
  - Was macht eine Frau GIB, gut im Bett? Übersetzung Keto von Waberer. München : Goldmann, 1978
- What makes a man GIB, good in bed? London : Muller, 1980
  - Was macht einen Mann gut im Bett?. Übersetzung Eva Malsch. München : Goldmann, 1980
- The infidelity report. New York : W. Morrow, 1985
  - Ich geh fremd - gehst Du mit? : Untreue in der Partnerschaft ; ein Report. Übersetzung Wolfram Mergard. München : Goldmann, 1986
- Zsa Zsa Gabor: One lifetime is not enough. Ghostwriter. New York : Delacorte Press, 1991, ISBN 0-385-29882-X
- Arnold: The Early Years. Sphere, 1991
- mit Stephen Karten: Liza : born a star : a biography. New York : Signet, 1993
  - mit Stephen Karten: Liza : das Leben der Liza Minnelli. Übersetzung Bernd Samland. Berlin : Beltz, 1995
- Edward Windsor, royal enigma : the true story of the seventh in line to the British throne. New York : Pocket Books, 1999
- The secret letters of Marilyn Monroe and Jacqueline Kennedy. New York : Thomas Dunne Books/St. Martin’s Griffin, 2004
  - Jackie & Marilyn : der geheime Briefwechsel. Roman. Übersetzung Annette Wetzel. München : DTV, 2004
- Prince Charming: the John F. Kennedy Jr. story. 2007
- Christopher Ciccone: Life With My Sister Madonna. Ghostwriter. 2008
  - Christopher Ciccone: Meine Schwester Madonna und ich. Übersetzung Thorsten Wortmann, Madeleine Lampe. Berlin : Schwarzkopf & Schwarzkopf, 2014
- True Grace : the life and times of an American princess. New York : St. Martin’s Press, 2008
- Patrick Swayze. One Last Dance. New York : Simon and Schuster, 2009, ISBN 978-1-4391-4997-3
- Unraveled by her. New York : Pocket Star, 2015
- Bowie : the biography. New York : Gallery Books, 2016